# Igor' Trandenkov
Igor' Leonidovič Trandenkov (in russo Игорь Леонидович Транденков?; Leningrado, 17 agosto 1966) è un ex astista russo.
È stato due volte consecutive vicecampione olimpico, a Barcellona 1992 e Atlanta 1996. È uno dei pochi atleti che in carriera ha superato i 6 metri.

## Biografia
In carriera è stato anche bronzo mondiale, argento europeo all'aperto e bronzo indoor.

## Palmarès
| Anno | Manifestazione | Sede      | Evento           | Risultato | Prestazione | Note  |
| ---- | -------------- | --------- | ---------------- | --------- | ----------- | ----- |
| 1993 | Mondiali       | Stoccarda | Salto con l'asta | Bronzo    |             | [ 1 ] |